# Fianarantsoa I
Fianarantsoa I is een district van Madagaskar in de regio Haute Matsiatra. Het district telt 180.332 inwoners (2011) en heeft een oppervlakte van 1.342 km², verdeeld over 1 gemeente: Fianarantsoa.